# کمپ راک
کمپ راک (انگلیسی: Camp Rock) یک تله‌فیلم موزیکال آمریکایی در سال ۲۰۰۸ به کارگردانی متیو دایمند و ایفای نقش توسط دمی لواتو، جو جوناس، میگان جت مارتین، ماریا کانالز باررا و آلیسون استونر است. این در مورد میچی (دمی لواتو)، دختر جوانی است که آرزو دارد یک خواننده شود و زمان او در کمپ راک، یک اردوی موسیقی تابستانی است، جایی که او در بین دوستان، دشمنان و عاشقانه‌ها استعداد خود را کشف خواهد کرد.
این فیلم در ۲۰ ژوئن ۲۰۰۸ از شبکه دیزنی نمایش داده شد. فیلم در شب اکران خود توسط ۸٫۹ میلیون بیننده تماشا شد و در حال حاضر پس از موزیکال دبیرستان ۲ و جادوگران محله ویورلی: فیلم سومین فیلم پر بازدید شبکه دیزنی در همه زمان‌ها است.